# Ponte Sisto

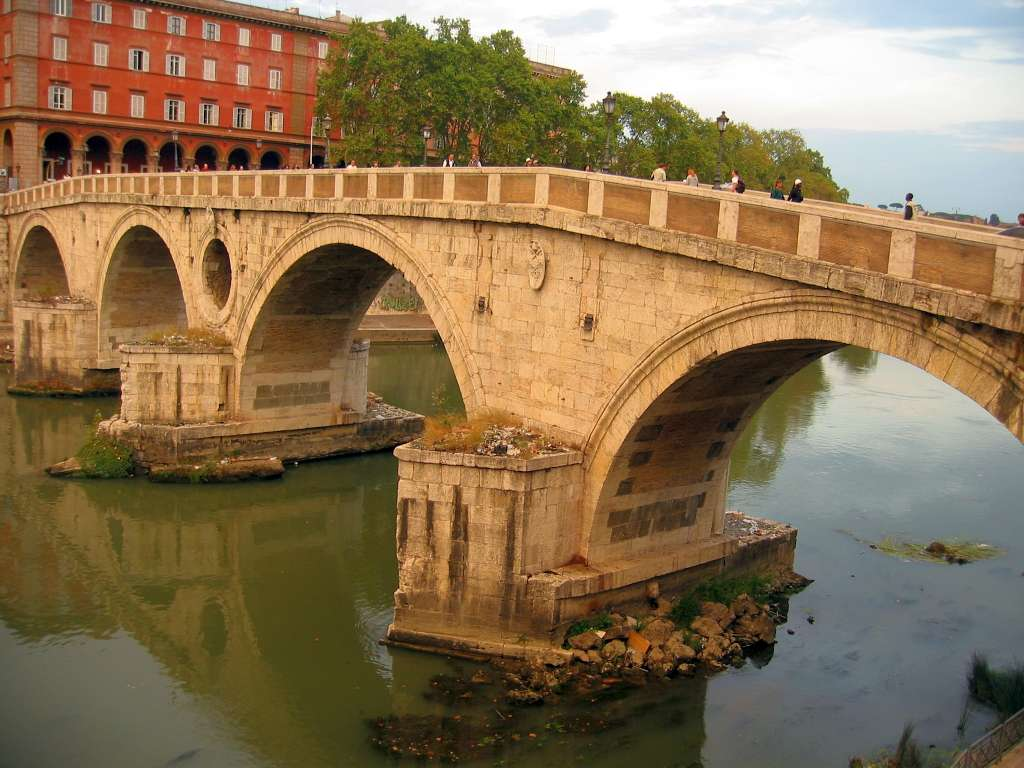
Ponte Sisto

Ponte Sisto (italienska "Sixtusbron") är en bro över Tibern i centrala Rom.
Föregångaren till dagens bro var Pons Aurelius, en antik bro uppförd av kejsar Caracalla (211-217). Denna förstördes dock vid en översvämning 792. Inte förrän cirka 700 år senare ersatte påven Sixtus IV den med en ny bro, kallad "Ponte Sisto", som stod färdig till jubelåret 1475.
Ända fram till slutet av 1800-talet var Ponte Sisto den enda bron över Tibern mellan Tiberön i söder och Ponte Sant'Angelo i norr. Den fick stor betydelse som förbindelse med Trastevere, både för den kommersiella trafiken till hamnen och för pilgrimerna. I samband med regleringen av Tibern på 1870-talet försågs bron med trottoarer av gjutjärn; dessa avlägsnades dock inför jubelåret 2000. Ponte Sisto är endast avsedd för fotgängare.